# Roodschoudervanga
De roodschoudervanga (Calicalicus rufocarpalis) is een endemische vogelsoort uit de familie vanga's (Vangidae), een familie van zangvogels die alleen op Madagaskar voorkomt.

## Kenmerken

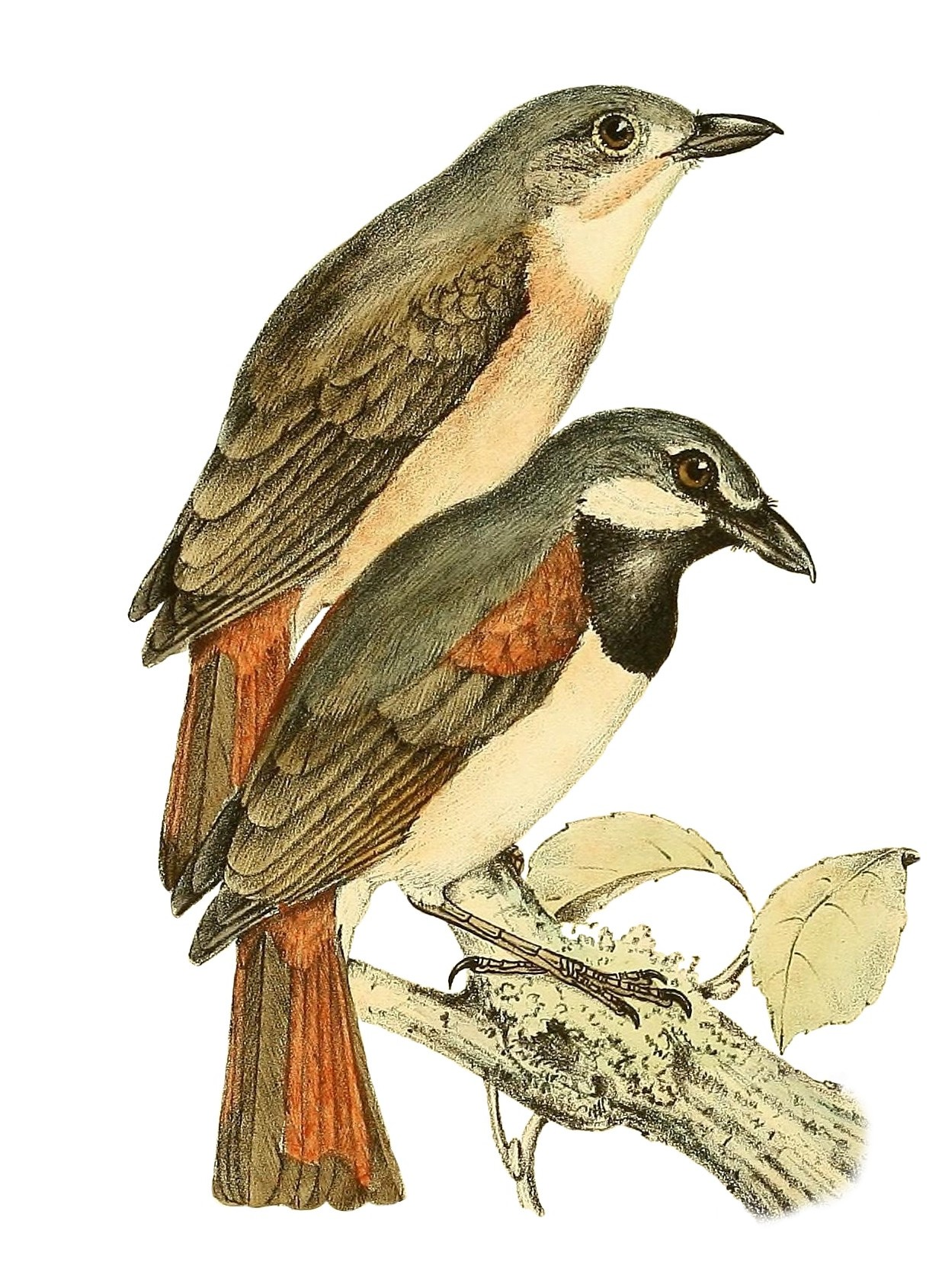
Roodstaartvanga (Calicalicus madagascariensis)

De roodschoudervanga lijkt erg op de roodstaartvanga (C. madagascariensis; zie plaatje) maar verschilt van deze vanga door een gele iris, kortere vleugels, een langere staart en snavel.
Het is een gedrongen vogel van 14–15 cm. Het mannetje heeft een zwart 'slabbetje' en een zwarte streep van snavel naar het oog (teugel) en een wit op de wangen, en een wit voorhoofd met een witte wenkbrauwstreep. Verder is de vogel grijs op de rug en boven op de kop en zijn de mantel en de bovenste schouderveren steenrood.

## Voorkomen en leefgebied
Reeds in 1947 werd deze vogel beschreven op grond van twee verzamelde exemplaren. Pas in 1992 werd de vogel opnieuw waargenomen en gefotografeerd. De vogel komt voor in twee tot drie meter hoge, dichte struiken van Euphorbia. Hierin foerageren de vogels dicht bij de grond. De vogels komen vaak voor in kleine familiegroepen, maar zijn lastig te zien als zij geen geluid maken.

## Status
De vogel is endemisch in het doornig struikgewas van Madagaskar, de zuidelijkste ecoregio van Madagaskar en komt daar op slechts enkele plaatsen voor. Het leefgebied is klein maar nog redelijk intact ondanks begrazing door geiten en het verzamelen van brandhout. Tot nu toe wordt het gebied door vissers gewoond die verder weinig met het land doen, maar mogelijk vestigen zich in het gebied ook immigranten die er landbouwtechnieken op na houden die meer ingrijpend zijn. Daarom staat de roodschoudervanga als kwetsbare soort op de Rode Lijst van de IUCN.